# Antonio Conte (esgrimidor)
Antonio Conte (Minturno, 11 de diciembre de 1867-Minturno, 4 de febrero de 1953) fue un deportista italiano que compitió en esgrima, especialista en la modalidad de sable. Participó en los Juegos Olímpicos de París 1900, obteniendo una medalla de oro en la prueba individual profesional.

## Palmarés internacional
| Juegos Olímpicos | Juegos Olímpicos | Juegos Olímpicos | Juegos Olímpicos             |
| Año              | Lugar            | Medalla          | Prueba                       |
| ---------------- | ---------------- | ---------------- | ---------------------------- |
| 1900             | París (Francia)  | Medalla de oro   | Sable individual profesional |